# Роберт Браун
Ро́берт Браун (англ. Robert Brown; *21 грудня 1773 — †10 червня 1858) — шотландський ботанік, що відкрив безладний рух дрібних часток у рідині або газі під впливом ударів молекул навколишнього середовища, що дістав назву «броунівський рух».
Син священника, вивчав медицину в університетах Абердина й Единбурга, п'ять років прослужив в англійській армії офіцером медичної служби. В 1798 році президент Королівського наукового товариства сер Джозеф Бенкс рекомендував його на посаду натураліста на борту корабля «Інвестигейтор», що вирушав, аби дослідити береги Австралії.
Під час цієї експедиції Браун зібрав величезну колекцію рослин. Після повернення в Англію в 1805 році Браун кілька років присвятив класифікації зібраних в експедиції рослин, більшість із яких раніше не була відома науці.
В 1810 році Бенкс взяв ботаніка до себе бібліотекарем. В 1820 році Браун одержав від нього в спадщину бібліотеку й колекції, які в 1827 році передав у Британський музей, де став хранителем створеного ботанічного відділення.
В 1828 році Браун опублікував «Короткий звіт про спостереження у мікроскоп…», у якому описав відкритий ним рух часток. Йому також належить честь першого опису ядра рослинної клітини.
Помер 1858 року. Похований на кладовищі Кенсал-Грін у Лондоні.